# Borderline (canção de Madonna)
"Borderline" é uma canção escrita e gravada pela cantora estadunidense Madonna, para seu álbum de estreia homônimo (1983). Foi lançado como o quinto single do álbum pela Sire Records em 15 de fevereiro de 1984. Escrita e composta por seu produtor Reggie Lucas, a música foi remixada pelo então namorado da cantora, John "Jellybean" Benitez. Madonna usou vocais refinados e expressivos para entregar letras sobre um amor não realizado.
Críticos e autores contemporâneos aplaudiram a música, chamando-a harmonicamente da faixa mais complexa de Madonna e elogiando sua natureza dance-pop. Nos Estados Unidos, "Borderline" se tornou o primeiro single de Madonna entre os 10 primeiros na Billboard Hot 100, chegando ao número 10 em junho de 1984. No Reino Unido, alcançou o número 2 depois de ter sido relançado como single em 1986. Em outros lugares, a música alcançou o top 10 ou 20 em vários países europeus, enquanto liderou a tabela de singles da Irlanda. "Borderline" chegou ao número 84 na lista "As 500 Melhores Músicas Desde que Você Nasceu" da revista Blender, enquanto a Time o incluiu na lista de críticos de "100 Músicas de Todos os Tempos".
O videoclipe acompanhou Madonna com um homem latino-americano como namorado, a quem ela volta depois de ser seduzida a posar e modelar para um fotógrafo britânico. O vídeo gerou interesse acadêmico pelo uso do poder como simbolismo. O vídeo, obteve forte rotação na MTV, foi fundamental para estabelecer o sucesso inicial de Madonna, e ela foi creditada por resistir ao tabu dos relacionamentos inter-raciais dentro dele. Madonna apresentou a música na The Virgin Tour (1985) e na Sticky & Sweet Tour (2008), na qual uma versão punk-rock da música foi executada.

## Antecedentes e composição
Em 1982, Madonna estava trabalhando com o produtor Reggie Lucas em seu álbum de estréia. Ela já havia composto três músicas quando Lucas trouxe uma de suas próprias composições para o projeto, chamando-o de "Borderline". No entanto, depois de gravar a música, Madonna ficou descontente com a versão final, sentindo que Lucas usava muitos instrumentos e não considerava suas idéias para a música. Isso levou a uma disputa entre os dois. Depois de terminar o álbum, Lucas deixou o projeto sem alterar as músicas de acordo com as especificações de Madonna. Por isso, Madonna trouxe seu então namorado John "Jellybean" Benitez para remixar "Borderline" e duas outras faixas gravadas. Ao ouvir a versão final, Seymour Stein, chefe da Sire Records, declarou: "Eu me atrevi a acreditar que isso seria muito além da crença, a maior coisa que eu já tive, depois de ouvir 'Borderline' ... A paixão que ela colocou nessa música, pensei, não há como parar essa garota".
"Borderline" foi gravado em fevereiro de 1983 e apresentou uma mudança no tom vocal normal de Madonna. Uma faixa sentimental, a música fala sobre um amor que nunca é completamente realizado. De acordo com o autor Santiago Fouz-Hernández em seu livro Madonna's Drowned Worlds, a letra da música como "Algo no modo como você me ama não me deixa em paz / eu não quero ser seu prisioneiro, baby, não é? me libertar" retratou uma rebelião contra o chauvinismo masculino. Madonna usou uma voz refinada e expressiva, apoiada pelas instrumentações de Lucas. A música é considerada o melhor exemplo da relação de trabalho entre Lucas e Madonna, pois Lucas pressionou a cantora a encontrar profundidade emocional na música. Embora pareça gelado, o refrão é de estilo contemporâneo, e o alcance vocal da música foi mais tarde usado por Madonna como seu alcance pessoal durante toda a sua carreira musical. Começa com uma introdução rica em teclado tocada em um piano elétrico de Fender Rhodes e uma melodia cativante de sintetizador fornecida por Fred Zarr. O baixista Anthony Jackson dobrou o baixo sintetizador de Dean Gant para fornecer uma textura sólida e mais complexa.
Os acordes da música foram inspirados no som disco da década de 1970 na Filadélfia, bem como no estilo musical de Elton John. As seqüências de acordes evocam a música de Bachman-Turner Overdrive, "You Ain't Seen Nothing Yet", enquanto as fases do sintetizador exibem o estilo musical típico de Madonna. A música é definida em tempo comum, com um ritmo moderado de 120 batidas por minuto. É composta na clave de Ré maior com o alcance vocal de Madonna que varia de Fá♯3 a Si4. A música segue na progressão harmônica de Ré–C–Sol no primeiro verso de Si– Mi–Lá–Fá♯ no pré-coro e muda para Lá–Fá♯–Si–Lá–Mi e Sol–Ré–Lá no coro.

## Análise da crítica

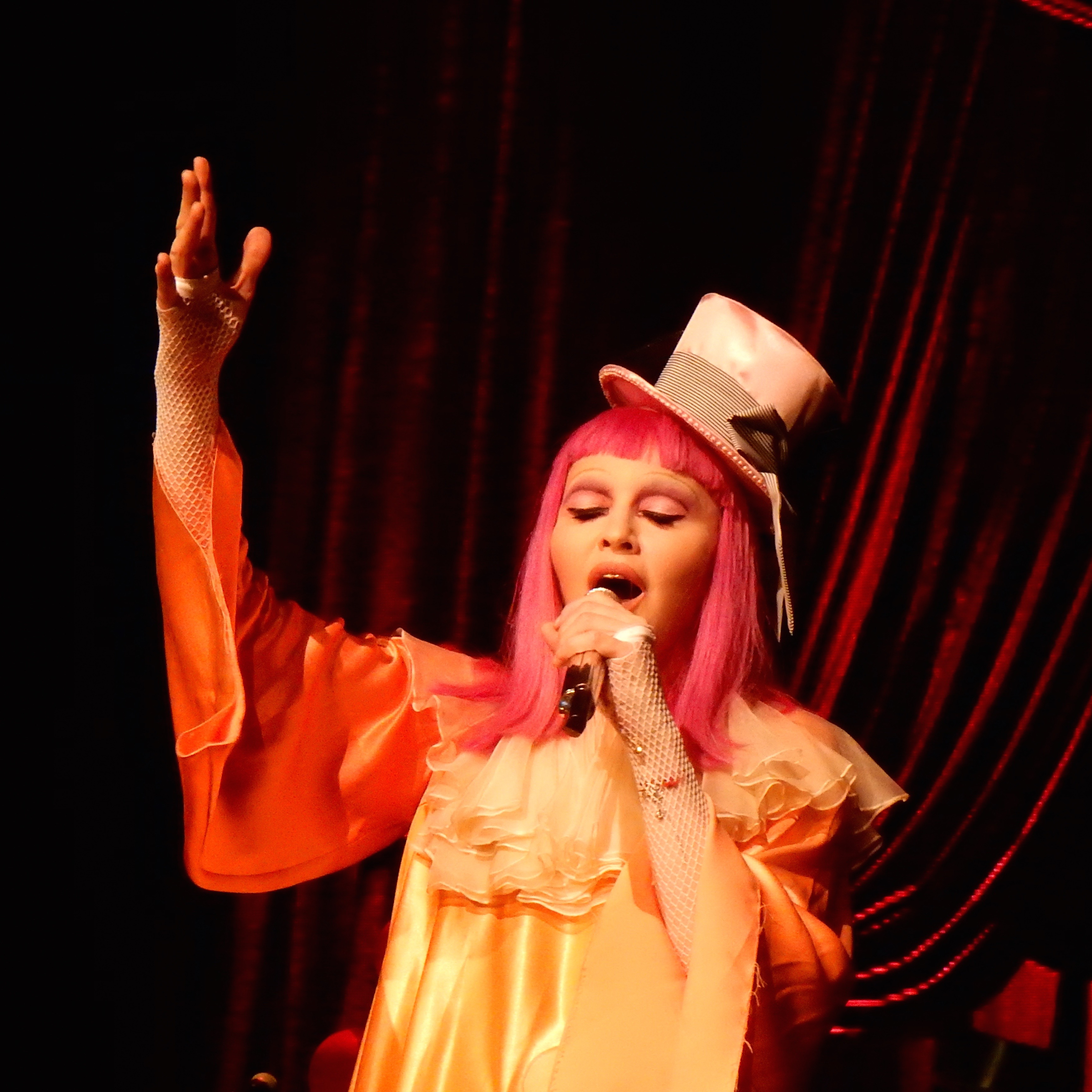
Madonna performando "Borderline" durante seu concerto Madonna: Tears of a Clown em Melbourne, Austrália em março de 2016

O autor J. Randy Taraborrelli, em sua biografia de Madonna, chamou "Borderline", juntamente com "Holiday", as duas principais gravações que ajudaram a estabelecer a base de Madonna na indústria da música. Ele acrescentou que a voz sóbria de Madonna tornou a faixa "o mais próximo possível de uma produção antiga da Motown, como um sucesso nos anos oitenta, impulsionado pela música dance". O autor Rikky Rooksby, em seu livro The Complete Guide to the Music of Madonna, chamou harmonicamente a faixa mais complexa de seu álbum de estréia. Stephen Thomas Erlewine, da AllMusic, chamou a música de efervescente. Sal Cinquemani, da Slant Magazine, chamou a música com alma. O comentarista Dave Marsh, em seu livro The Heart of Rock & Soul, disse que "a música é boa demais para ser negada, independentemente do sistema de valores que ela atrapalha". A jornalista Roxanne Orgill em seu livro Shout, Sister, Shout!, comentou que "Borderline" foi a música que fez de Madonna a estrela que ela é. Thom Duffy, do Orlando Sentinel, comentou que "Borderline" era uma música que "apresentava Madonna, a estrela pop induzida por hélio e um gatinho de sirene".
A música foi colocada no número 84 na lista "As 500 Melhores Músicas Desde Que Você Nasceu" da revista Blender. A Time também a incluiu na lista de "100 Músicas de Todos os Tempos", afirmando que "Madonna passou a cantar músicas mais inteligentes ('Material Girl'), músicas mais vistosas ('Like a Prayer'), músicas mais sexy ('Justify My Love'). Mas 'Borderline', seu primeiro hit no top 10, captura a essência de seu apelo pop, seu frescor, simplicidade e vitalidade". A Pitchfork Media considerou a música como a 106ª melhor da década de 1980, afirmando que "'Borderline' é um dos primeiros tijolos da catedral da mitologia de Madonna, quatro minutos de hélio emocional que se tornou seu primeiro hit do Top 10 na esteira de um videoclipe icônico."
No Billboard Music Awards de 1984, "Borderline" recebeu duas indicações, nas categorias de Melhor Artista Revelação e Melhor Coreografia de um Videoclipe, mas também não ganhou. Em setembro de 2014, a canção foi colocado no número dois na lista da Rolling Stone de "100 Melhores Singles de 1984". Carrie Grant, da mesma revista, descreveu a faixa como um "melódico com extremidade inferior grossa", também observando que os vocais de Madonna foram contidos na música, mas pareciam emocionados. "O remix do rádio, que fica a quase três minutos da música, possui um dos fade mais icônicos de Madge, aguardando enquanto ela canta "la la la" está no vazio".

## Videoclipe
"Borderline" foi filmado em Los Angeles, Califórnia, de 30 de janeiro a 2 de fevereiro de 1984 e foi o primeiro vídeo que Madonna fez com a diretora Mary Lambert, que mais tarde também dirigiu " Like a Virgin ", "Like a Virgin", "Material Girl", "La Isla Bonita" e "Like a Prayer". O autor Allen Metz observou como o vídeo retratava a então "qualidade crescente de estrelas" de Madonna. O vídeo é considerado um dos melhores momentos de carreira de Madonna e foi exibido regularmente na MTV.
No vídeo, Madonna interpreta uma jovem cidadã de rua atraída por um fotógrafo britânico, que publica sua foto na capa de uma revista e faz avanços românticos. A garota está emocionalmente dividida entre o fotógrafo e seu namorado hispânico (Louie Louie), com quem seu relacionamento conturbado espelha a luta que muitas mulheres hispânicas enfrentaram com seus homens. A narrativa em vídeo tece as duas histórias de relacionamento juntas em cores e em preto e branco. Nas seqüências de cores, Madonna canta, flerta e seduz o namorado, e nas seqüências em preto e branco que ela posa para o fotógrafo, que também a corteja.
O vídeo mostra Madonna no seu estilo habitual naqueles anos, com o cabelo no palheiro e usando luvas de renda, botas de salto alto com meias grossas e seu cinto de marca "boy-toy". Ela muda de roupa de uma foto para outra, tanto em cores quanto em preto e branco, enquanto usa uma variedade incomum de roupas, incluindo tops, camisetas, coletes e blusas, além de calças e jeans cortados, como bem como um par de vestidos de gala. Posando para o fotógrafo, Madonna olha para a câmera com um desafio nos olhos, retratando agressão sexual. A certa altura, ela começa a borrifar grafites sobre algumas estátuas clássicas sem vida, retratando-se como uma transgressora que quebra as regras e tenta inovar.
Lambert disse que "não havia fórmula" usada ao fazer o vídeo "Borderline" e que eles estavam "inventando-o à medida que avançávamos". Na edição de janeiro de 1997 da Rolling Stone, Lambert descreveu o vídeo e seu enredo como: "Garoto e garota desfrutam de prazeres simples de amor de bairro, garota é tentada pela fama, garoto fica furioso, garota fica famosa, mas o novo namorado dela tem uma "reação fora de linha a uma ninharia comportamental (tudo o que ela fez foi pintar com spray seu carro) a leva de volta ao seu verdadeiro amor". O retrato da vida nas ruas refletia a vida de Madonna nas ruas e clubes multirraciais e corajosos que ela havia assombrado no início de sua carreira, enquanto a representação da alta moda refletia a popularidade e o sucesso que ela estava experimentando.

"Quando eu mostrei "Borderline" para o gerente de Madonna, Freddy DeMann, ele ficou histérico por eu ter combinado imagens em preto e branco com imagens coloridas. Ninguém havia feito isso antes. Ele me fez exibir para todas as secretárias do escritório e veja como eles reagiram, porque ele sentiu que eu havia cruzado uma linha que não deveria ser cruzada."

—Diretora Mary Lambert, sobre o uso de imagens coloridas e em preto e branco no videoclipe.
Com o vídeo, Madonna ajudou a quebrar o tabu dos relacionamentos inter-raciais. Embora a princípio pareça que Madonna nega seu namorado hispânico em favor do fotógrafo, mais tarde ela o rejeita, implicando seu desejo de controlar seus próprios prazeres sexuais e de cruzar fronteiras pop estabelecidas com letras como "Você apenas continua pressionando meu amor, o limite". A imagem contrastante de Madonna, primeiro como uma loira bagunçada na sequência da rua e depois como uma loira glamourosa de alta moda, sugere que se pode construir sua própria imagem e identidade. A imagem de "rua" de Madonna mostrada no vídeo permitiu que ela atraísse jovens latino-americanos e negros.
O vídeo "Borderline" atraiu a atenção precoce de acadêmicos, que observaram o simbolismo do poder nas duas cenas contrastantes. O estúdio do fotógrafo é decorado com esculturas clássicas e estátuas nuas segurando lanças, símbolos fálicos. Em contraste, os símbolos fálicos retratados no bairro hispânico incluem um poste de luz que Madonna abraça e um taco de sinuca mantido ereto pelo namorado da cantora. O autor Andrew Metz comentou que, com essas cenas, Madonna exibiu suas visões sofisticadas sobre as fabricações da feminilidade como um poder supremo, em vez das visões normais da opressão. A autora Carol Clerk disse que os vídeos de "Borderline" e "Lucky Star" estabeleceu Madonna não como uma patricinha, mas como uma mulher atrevida, inteligente e dura. O professor Douglas Kellner, em seu livro Media Culture: Cultural Studies, Identity, and Politics Between the Modern and the Postmodern, comentou que o vídeo mostrava motivos e estratégias que ajudaram Madonna em sua jornada para se tornar uma estrela. As roupas que Madonna usava no vídeo foram usadas mais tarde por estilistas como Karl Lagerfeld e Christian Lacroix.

## Apresentações ao vivo

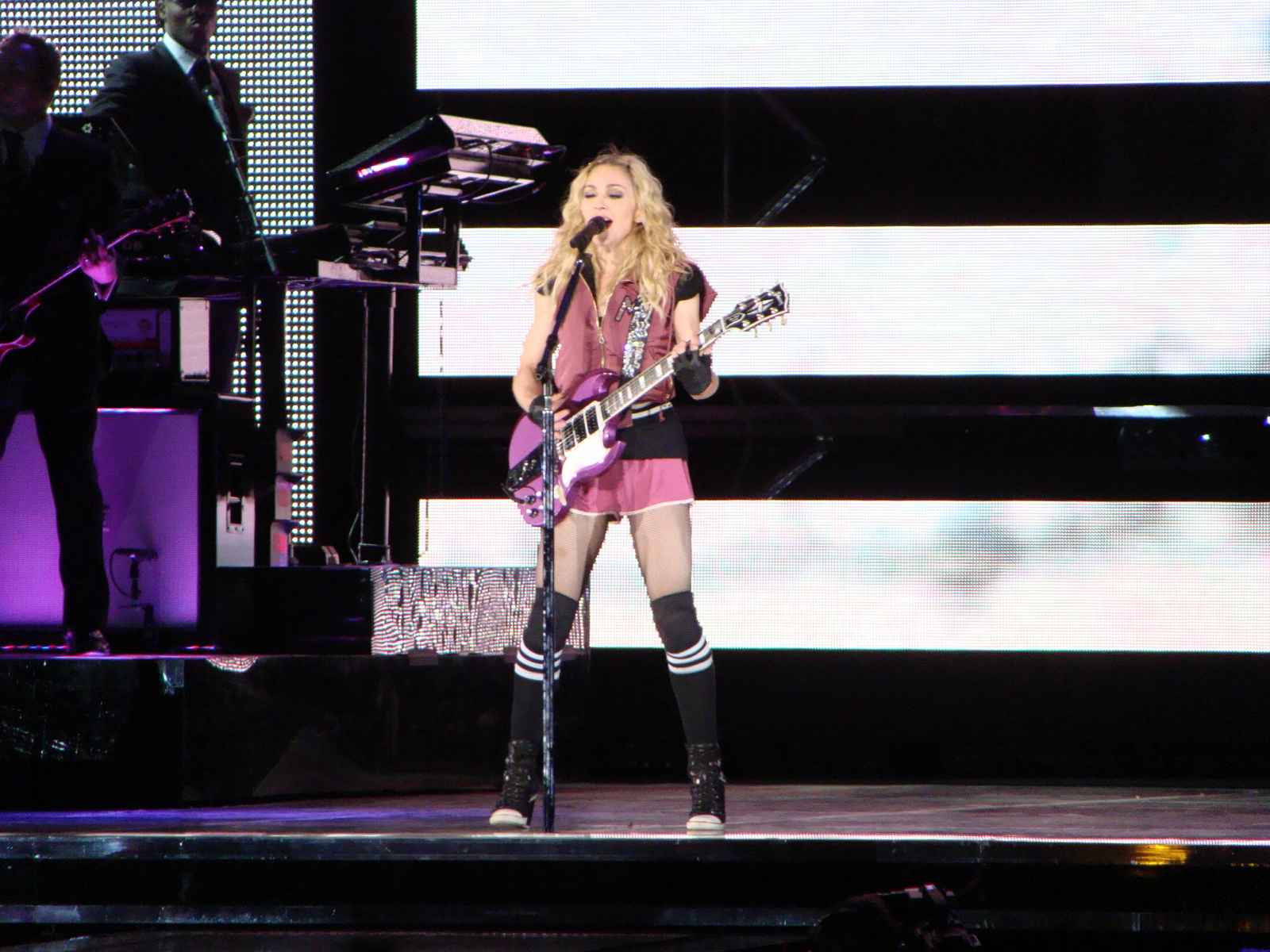
Madonna tocando uma versão rock de "Borderline" durante a parte de 2008 de sua Sticky & Sweet Tour.

A música foi apresentada por Madonna na The Virgin Tour (1985) e na Sticky & Sweet Tour (2008). Na Virgin Tour, Madonna apresentou a música usando uma saia preta com franjas e uma saia similar, com o umbigo exposto e vários crucifixos em vários tamanhos, pendurados em diferentes partes do corpo. Madonna tocou a música em sua versão original, aparecendo por trás de uma silhueta e descendo degraus enquanto acenava com as mãos e cantava. A performance não foi incluída no VHS, Madonna Live: The Virgin Tour em 1985.
"Borderline" foi adicionado ao set list da primeira etapa da Sticky & Sweet Tour em 2008, durante a seção "velha escola" do concerto, na qual Madonna usava shorts de ginástica, tênis e meias longas. A roupa foi desenhada por Jeremy Scott e era uma referência aos velhos tempos de Madonna em Nova Iorque. Madonna apresentou uma versão punk-pop enquanto tocava uma guitarra elétrica antes de um pano de fundo mostrando os desenhos animados de Keith Haring e imagens gráficas. Jon Pareles, do The New York Times, chamou a performance de entusiasta e punk-pop. Nekesa Mumbi Moody, do USA Today chamou de "performance arrasada". Caryn Ganz, da Rolling Stone, chamou de "música power pop de estilo poderoso de truque [de performance]". A música não foi incluída na parte de 2009 da turnê e foi substituída por uma versão rock do single de Madonna de 1985, "Dress You Up".
Em junho de 2016, Madonna apareceu no The Tonight Show Starring Jimmy Fallon, e fechou o programa executando uma versão lenta e soul de "Borderline", assistida pelo então presidente Barack Obama. Uma versão acústica de "Borderline" foi apresentada no show único de Madonna em Melbourne, "Madonna: Tears of a Clown". O show começou com Madonna andando de triciclo em uma fantasia de palhaço com um vestido esvoaçante e meias rosa e amarelas. Ela começou a performance dizendo: "Eu não tenho transtorno bipolar, mas sou um pouco limítrofe". Escrevendo para o The Guardian, Monica Tan elogiou a cantora por "saber que suas piadas eram uma merda, mas usá-las como um acompanhamento para as músicas".

## Lista de faixas e formatos
| Single de 7" americano |                               |         |  |
| N.º                    | Título                        | Duração |  |
| 1.                     | "Borderline" (Versão editada) | 4:02    |  |
| 2.                     | "Think Of Me"                 | 4:55    |  |

| Single de 7" |                                        |         |  |
| N.º          | Título                                 | Duração |  |
| 1.           | "Borderline" (Versão editada)          | 4:02    |  |
| 2.           | "Physical Attraction" (Versão editada) | 3:56    |  |

| Maxi single e Single de 7" estadunidense |                        |         |  |
| N.º                                      | Título                 | Duração |  |
| 1.                                       | "Borderline" (New Mix) | 6:57    |  |
| 2.                                       | "Lucky Star" (New Mix) | 7:14    |  |

| Single de 7" australiano |                               |         |  |
| N.º                      | Título                        | Duração |  |
| 1.                       | "Borderline" (US Remix)       | 6:57    |  |
| 2.                       | "Borderline" (Versão editada) | 4:02    |  |
| 3.                       | "Borderline" (Versão dub)     | 5:48    |  |

| Single de 7" alemão |                           |         |  |
| N.º                 | Título                    | Duração |  |
| 1.                  | "Borderline" (US Remix)   | 6:57    |  |
| 2.                  | "Borderline" (Versão dub) | 5:48    |  |
| 3.                  | "Physical Attraction"     | 6:42    |  |

## Créditos e equipe
| - Madonna – vocal principal - Reggie Lucas – escritor, produtor, guitarras, programação de bateria - Fred Zarr – sintetizadores, piano elétrico e acústico - Dean Gant – sintetizadores, piano elétrico e acústico - Ed Walsh – sintetizadores - Anthony Jackson – baixo elétrico | - Ira Siegal – guitarra - Bobby Malach – saxofone tenor - Gwen Guthrie – vocais de fundo - Brenda White – vocais de fundo - Chrissy Faith – vocais de fundo |

Créditos adaptados das notas do álbum.

## Desempenho comercial
Nos Estados Unidos, a música se tornou o primeiro sucesso de Madonna entre os dez primeiros quando alcançou o número dez na lista Billboard Hot 100 de 16 de junho de 1984. Ficou no topo por 30 semanas, tornando-se o single mais duradouro de Madonna nos Estados Unidos (empatado com "Take a Bow" em 1995). A música alcançou o número quatro na parada Hot Dance Music / Club Play . Também se tornou um sucesso de crossover ao figurar na tabela Hot Adult Contemporary no número 23. Em 22 de outubro de 1998, a música foi certificada em ouro pela Recording Industry Association of America (RIAA)  após serem registradas vendas superiores a um milhão de cópias. No Canadá, a música estreou no número 56 na edição da tabela de singles da RPM de 4 de agosto de 1984 e alcançou o número 25 em 15 de setembro de 1984. A música ficou nas tabelas por 14 semanas.
No Reino Unido, onde a música foi lançada em 2 de junho de 1984, só conseguiu chegar ao número 56. No entanto, após o relançamento da música em 1º de janeiro de 1986, ele passou nove semanas na tabela britânica, chegando ao número dois. Este desempenho resultou na certificação de ouro emitida pela British Phonographic Industry (BPI) em fevereiro de 1986. Segundo a Official Charts Company, a música vendeu 310,000 cópias no Reino Unido. Em toda a Europa, a música liderou a tabela da Irlanda e ficou entre as dez primeiros na Bélgica e na Países Baixos. Também atingiu o número 23 na Suíça e o número 12 na Austrália.

### Tabelas semanais
| Tabela musical (1983–84)              | Melhor posição |
| ------------------------------------- | -------------- |
| Austrália (Kent Music Report)         | 12             |
| Bélgica (Ultratop de Flandres)        | 3              |
| Canadá (RPM)                          | 25             |
| Estados Unidos (Adult Contemporary)   | 23             |
| Estados Unidos (Billboard Hot 100)    | 10             |
| Estados Unidos (Hot Dance Club Songs) | 4              |
| Islândia (RÚV)                        | 9              |
| Irlanda (IRMA)                        | 1              |
| Nova Zelândia (Recorded Music NZ)     | 47             |
| Países Baixos (Single Top 100)        | 3              |
| Reino Unido (UK Singles Chart)        | 2              |
| Suíça (Schweizer Hitparade)           | 23             |

| Tabela musical (1984)              | Posição |
| ---------------------------------- | ------- |
| Austrália (Kent Music Report)      | 75      |
| Estados Unidos (Billboard Hot 100) | 35      |
| Tabela musical (1986)              | Posição |
| Reino Unido (UK Singles Chart)     | 50      |

| Região                                         | Certificação | Vendas   |
| ---------------------------------------------- | ------------ | -------- |
| Estados Unidos (RIAA)                          | Ouro         | 500,000^ |
| Reino Unido (BPI)                              | Platina      | 310,000  |
| ^distribuições baseadas apenas na certificação |              |          |